# داليبور ميلينكوفيتش
داليبور ميلينكوفيتش (بالصربية: Далибор Миленковић)‏ هو لاعب كرة قدم صربي في مركز حراسة المرمى، ولد في 9 يناير 1987 في كروشيفاتس في صربيا. لعب مع رادنيتشكي نيش ونابريداك كروشيفاتس.

## وصلات خارجية
- داليبور ميلينكوفيتش على موقع قاعدة بيانات كرة القدم.إي يو (الإنجليزية)
- داليبور ميلينكوفيتش على موقع Soccerbase.com (لاعب) (الإنجليزية)
- داليبور ميلينكوفيتش على موقع Soccerway.com (الإنجليزية)
- داليبور ميلينكوفيتش على موقع عالم كرة القدم.نت (الإنجليزية)